# The Frames
The Frames jsou irská hudební skupina z Dublinu, která vznikla v roce 1990. V současné době ji tvoří Glen Hansard (zpěv, kytara), Joe Doyle (baskytara, zpěv), Colm Mac Con Iomaire (housle, klávesy a zpěv) a Rob Bochnik (sólová kytara). Za bicí soupravou se vystřídalo a střídá několik různých hudebníků. Skupina byla někdy označovaná také jako The Frames DC, aby nedocházelo k záměně se shodně pojmenovanou americkou skupinou.
Název The Frames pochází z Hansardova dětství, kdy často opravoval kola svých kamarádů. Kvůli tomu, že kolem domu se často povalovalo velké množství bicyklových rámů, začali mu sousedé říkat „dům s rámy“ („house with the frames“).

## Členové

### Současní
- Glen Hansard: zpěv, elektrická kytara (od roku 1990 do současnosti)
- Joe Doyle: baskytara, zpěv (od roku 1996 do současnosti)
- Colm Mac Con Iomaire: housle, klávesy, zpěv (od roku 1990 do současnosti)
- Rob Bochnik: sólová kytara (od roku 2003 do současnosti)
- Johnny Boyle: bicí (od roku 2003 do současnosti)

### Bývalí
- Noreen O'Donell: (1990-1994) (zpěv)
- Dave Odlum: (1990-2002) (kytara, později se podílel na produkci alba Burn the Maps)
- Paul Brennan (Binzer): (1990-1998) (bicí)
- Dave Hingerty: (1998-2003) (bicí)
- John Carney: (1990-1993) (basa)
- Graham Downey: (1993-1996) (basa)
- Graham Hopkins: (Dance the Devil, Burn the Maps, The Cost) (bicí)

## Zajímavosti
- Colm Mac Con Iomaire byl v letech 1987-1991 členem skupiny Kíla.
- Soundtrack k filmu Kráska v nesnázích obsahuje několik písní skupiny.
- Glen Hansard hrál postavu jménem Outspan Foster v hudebním filmu The Commitments.
- Glen se spolu s Markétou Irglovou objevil v úspěšném snímku Once, jejich společná píseň „Falling Slowly“ obdržela Cenu Akademie v kategorii Nejlepší filmová píseň a nominaci na Grammy

## Diskografie

### Alba
- Another Love Song (1991)
- Fitzcarraldo (1995)
- Fitzcarraldo (1996)
- Dance the Devil (1999)
- For the Birds (2001)
- Breadcrumb Trail (2002) (živé album natočené v ČR)
- Set List (2003) (živé album)
- Burn the Maps (2004)
- The Cost (2006)

### Singly a EP
- The Dancer (1991)
- Masquerade (1992)
- Turn On Your Record Player EP (1992)
- Picture Of Love (1993)
- Revelate (1995)
- Monument (1996)
- Angel At My Table (1994)
- I Am The Magic Hand (1999)
- Pavement Tune (1999)
- Rent Day Blues EP (1999)
- Come On Up To The House (1999)
- Lay Me Down (2001)
- Headlong (2002)
- The Roads Outgrown (2003)
- Fake (2003)
- Finally (2004)
- Sideways Down (2005)
- Happy (2005)